# Jimmy Johnsen
Jimmy Johnsen (født 30. maj 1978) er en dansk triatlet.
Nr.2 EM Lang triathlon 2005 efter at have været ude med sygdom året før.
Hold medajler 2005:
Nr.1 i EM lang Triathlon, Säter, Sverige
Nr.2 i VM Lang Triathlon, Fredericia, Danmark
Reslutater 2006:
Nr.5 EM Lang triathlon (4000-120-30), Almere, Holland
Nr.2 DM Sprint triathlon (750-23.2-5), Ganløse
Nr.3 DM Lang triathlon (1900-90-21.1), Fredericia, Danmark
Nr.1 Helsingør Triathlon (570-27-6.3), Helsingør, Danmark
Nr.7 Ford Ironman 70.3 (1900-90-21), Antwerpen, Belgien
Nr.2 Superman triathlon Vlaanderen (3000-80-20), Brasschaat, Belgien
Nr.3 i Ironman Western Australien (3.8-180-42.195), Bosselton, Australien, som var hans første Ironman
Hold medajler:
Nr.2 VM Lang triathlon, Canberra, Australien
Nr.1 DM Lang triathlon, Fredericia, Danmark
Nr.1 DM Hold Sprint (750-23.2-5), Ganløse
Reslutater 2007:
Nr.1 IM 70.3 Lissabon (1.9-90-21.1), Portugal
Nr.3 IM 70.3 Switzerland (1.9-90-21.1), Rapperwill-Jona, Schwiez
Nr.1 DM Sprint (0.750-23-5), Ganløse, Danmark
Nr.13 EM Lang (3-80-20), Brasschaat, Belgien
Nr.7 VM Lang (3-80-20), Lorient, Frankrig
Nr.3 Ironman UK (3.8-180-42.2), Sherborne, England
Nr.25 VM Ironman Hawaii (3.8-180-42.2), Kailua-Kona, Hawaii
Resultater 2008:
nr.4 Ironman 70.3 Lissabon (1.9-90-21.1), Lissabon, Portgal
Nr.6 Ironman 70.3 Austria (1.9-90-21.1), St. Pölten, Østrig
Nr.6 Ironman 70.3 Switzerland (1.9-90-21.1), Rapperswill-Jona, Schwiez
Nr.1 DM Lang (1.9-90-21.1), Julsminde, Danmark
Nr.1 ITU VM serie
Nr.4 Ironman Wertern Australia (3.8-180-42.2), Busselton, Australia